# Sertularia maccallumi
Sertularia maccallumi är en nässeldjursart som beskrevs av Bartlett 1907. Sertularia maccallumi ingår i släktet Sertularia och familjen Sertulariidae. Inga underarter finns listade i Catalogue of Life.